# テレビタレントセンター
社団法人テレビタレントセンターは、1958年から2010年まで運営された営利を目的としない社団法人の放送タレント養成校。東京、大阪、名古屋に開設されていた。略称はTTC。
先に東京と大阪が閉校していたことで、以降単にテレビタレントセンターといえば最後まで存続していた名古屋のものを指す場合が多い。

## 概要
1958年9月に大手広告代理店の電通の社長であった吉田秀雄により創立、テレビ放送の発展と共に放送タレント、CMタレントの育成が急務と考え、民間放送局や広告スポンサーなどにより誕生した。
- 1958年10月 東京銀座にTTC東京教室開設。第1期研究生は3000人の募集が集まり、翌年9月に卒業したのは48人となった[1]。
- 1959年 第2期研究生、47人が入所[2]。第1期卒業生を中心にテレビタレントビューロー(TTB)が設立され[2]、卒業生は最低1年間、TTBに登録する義務があった[3]。
- 1959年 大阪にTTC大阪教室開設
- 1962年 名古屋にTTC名古屋教室開設

その後、東京教室と大阪教室は閉校、名古屋校も2010年3月に47期生の養成を最後に閉校となった。
名古屋校については東海テレビ放送、東海ラジオ放送、中部日本放送、中京テレビ放送、名古屋テレビ放送、エフエム愛知、テレビ愛知、岐阜放送と、電通が共同運営で携わり、講座は各局のアナウンサーや電通社員、名古屋タレントビューロー（現・NTB）から派遣された講師などが持ち回りで受け持っていた。
卒業生は名古屋タレントビューローに所属し活動することが多かったが、同組織は2011年3月に一旦解散し、翌4月に新組織のNTBとして発足している。

## 名古屋校の主な講師陣

### 日本語の基礎・文章の理解と表現
- 岡田将雄（元・名古屋テレビ放送）

### 表現技術
- 原光隆（東海ラジオアナウンサー）
- 恩田千佐子（中京テレビアナウンサー）
- 佐藤啓（中京テレビアナウンサー）
- 久野誠（CBCアナウンサー）
- 小堀勝啓（CBCアナウンサー）
- 高井一（東海テレビアナウンサー）
- 東條裕（エフエム愛知アナウンサー）
- 渡辺美香（CBCアナウンサー）
- 中橋かおり（CBCアナウンサー）
- 中西直輝（CBCアナウンサー）
- 新田紀典（元・東海テレビアナウンサー）
- 水分貴雅（CBCアナウンサー）
- 加藤歩（メ～テレナウンサー）

### 狂言
- 和泉元彌（和泉流二十世宗家）

### 演技の基礎
- 西根智彦（名古屋タレントビューロー）

### 身体と表現
- 林英樹（演劇工房）

### CM実習※スタジオ
- 庫元正博（電通）

### 司会
- 原純二（名古屋タレントビューロー）

### DJ
- 戸井康成（名古屋タレントビューロー）
- 西村知穂（名古屋タレントビューロー）

### スタジオ実習※各局スタジオ
- 久野誠（CBCアナウンサー）
- 小堀勝啓（CBCアナウンサー）
- 東條裕（エフエム愛知アナウンサー）

### カラーコーディネート
- 鈴木ゆみ子

（※括弧内の所属名・肩書きは当時のもの）